# Cristofano dell’Altissimo
Cristofano dell’Altissimo (* um 1525 in Florenz; † 21. September 1605 ebenda) war ein italienischer Maler und Kopist.
Er wurde bei Pontormo und Bronzino zum Porträtmaler ausgebildet. 1552 wurde er von Cosimo I. de’ Medici nach Como geschickt, um dort die Gemälde der Porträtsammlung von Paolo Giovio zu kopieren. Er fertigte etwa 280 Gemälde an.

## Werke
Die seriellen Porträts sind alle etwa 60 × 45 cm groß und zeigen geistliche und weltliche Herrscher, Feldherrn, Philosophen, Literaten, wenige Künstler.

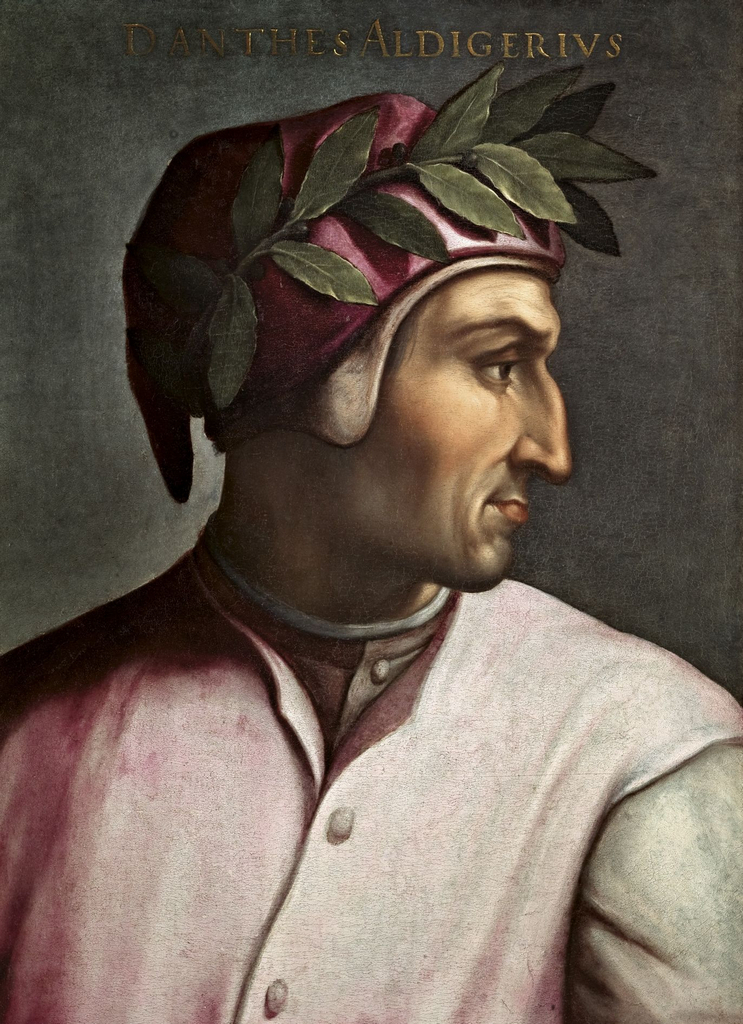
Dante Alighieri  (1265–1321)
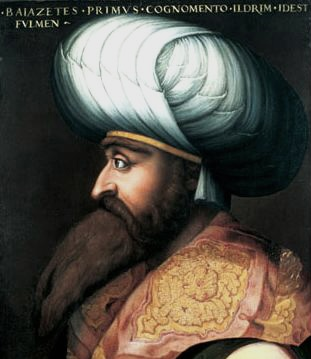
Bayezid I. (v. 1357–1403)
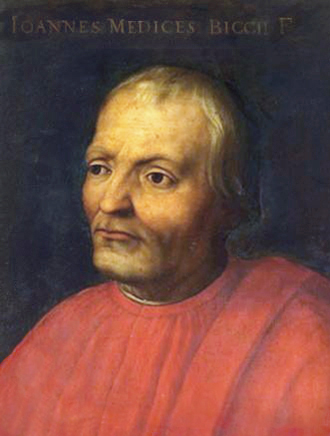
Giovanni di Bicci de’ Medici (1360–1429)
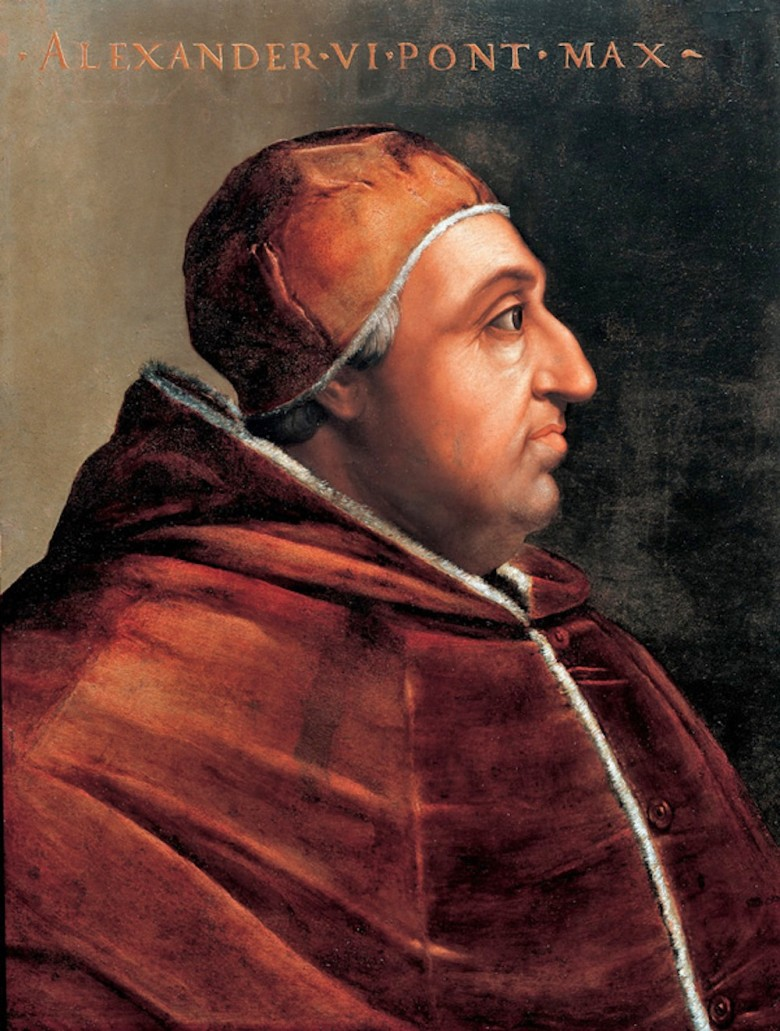
Alexander VI. (1431–1503)
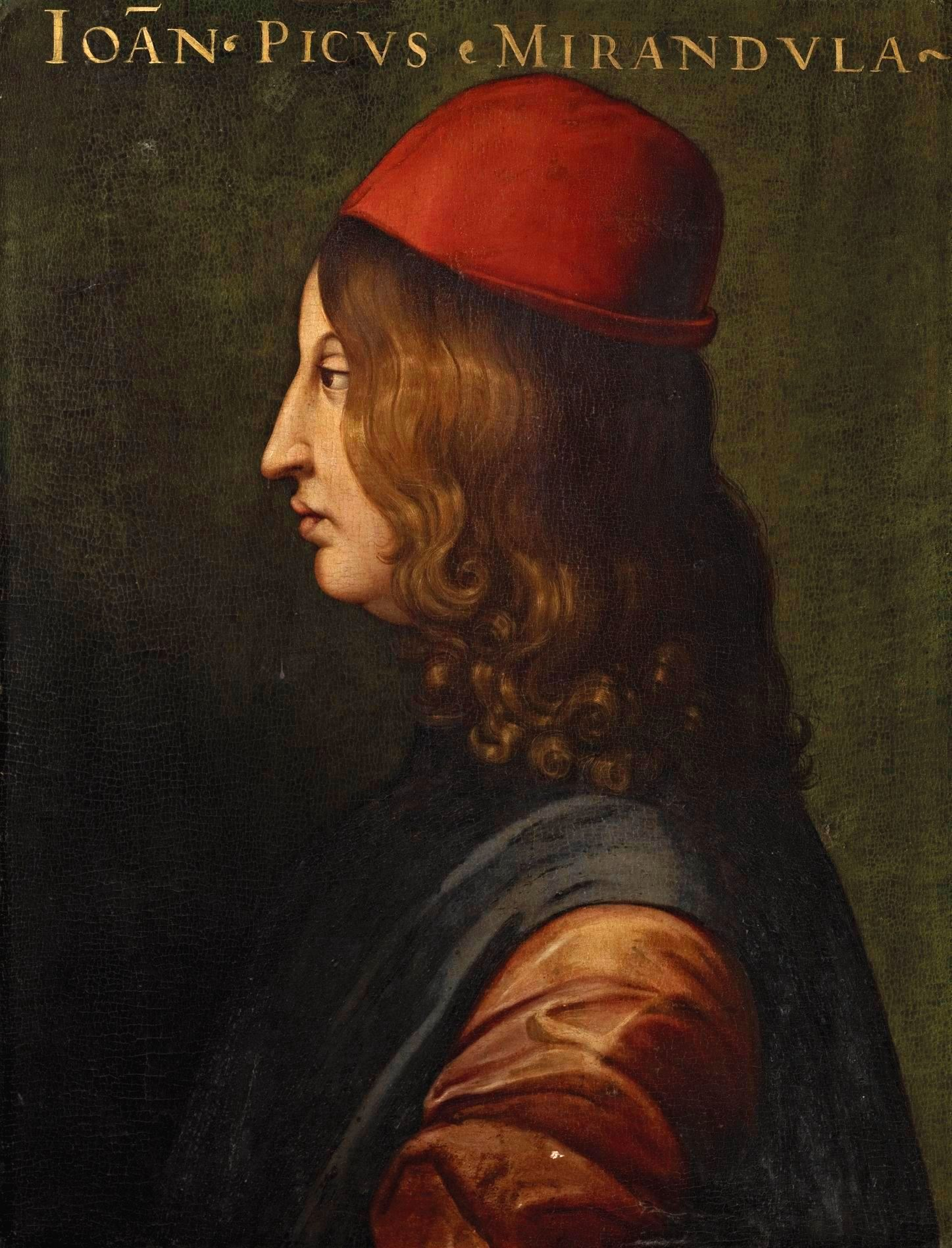
Giovanni Pico della Mirandola (1463–1494)
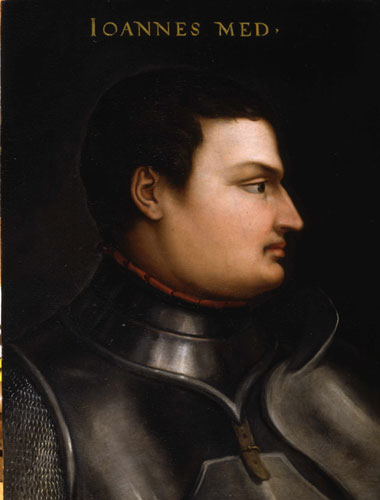
Giovanni dalle Bande Nere (1498–1526)
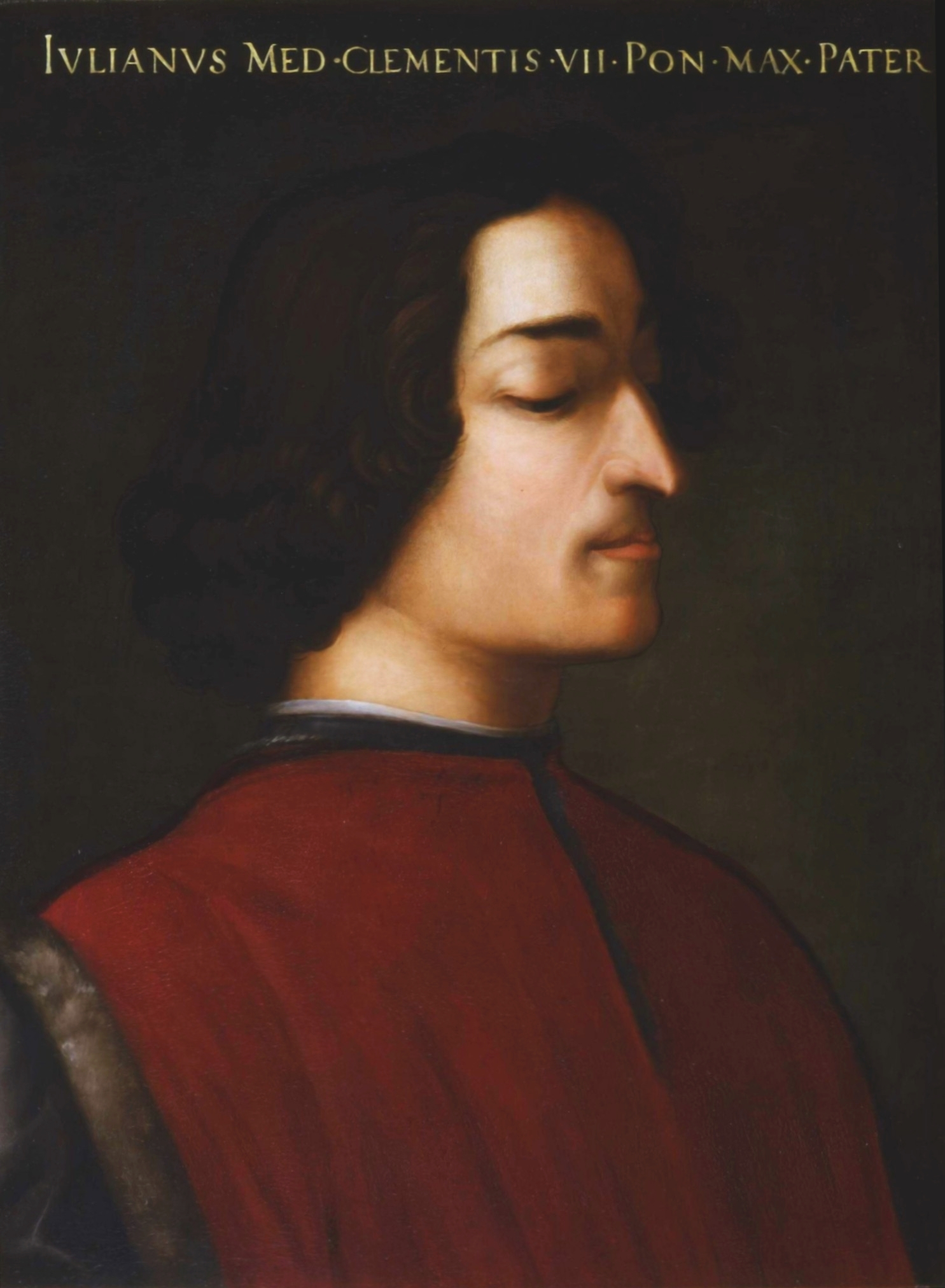
Giuliano di Piero de’ Medici (1453–1478)